# Geistliche Bewegung „Vivere In“
Die Geistliche Bewegung „Vivere In“ (en.: „Living In“ Spirituality Movement; it.: Movimento di Spiritualità „Vivere In“) ist eine Vereinigung von Gläubigen in der römisch-katholischen Kirche. Sie wurde 1958 in Rom gegründet und 2001 als eine internationale Gemeinschaft von Gläubigen päpstlich anerkannt. Zur Bewegung zählen etwa 15.000 Mitglieder, die sich weltweit auf 16 Länder verteilen.

## Geschichte
Die Geistliche Bewegung wird 1958 auf Initiative von Don Nicola Giordiani ins Leben gerufen. Er wurde am Ort des Martyriums des heiligen Paulus, in Tre Fontane bei Rom, inspiriert und bezog sich in seinem geistlichen Bezug auf den Römerbrief des Apostels Paulus, der im Kapitel 8 über „Das Leben der Christen im Geist“ (Röm 8 ) schreibt, hiervon wird auch der Wortbegriff „Vivere In“ (de.: sinngemäß: Wir leben bzw. Im Leben) aufgenommen.  1968 wird die Gemeinschaft durch den Erzbischof von Trani Reginaldo Giuseppe Maria Addazi OP (1899–1975) kanonisch anerkannt. Am 8. Dezember 2001 erhält die Geistliche Bewegung „Vivere In“ durch den Päpstlichen Rat für die Laien die Anerkennung zur internationalen Gemeinschaft von Gläubigen päpstlichen Rechts und wird in das offizielle Register aufgenommen.

## Selbstverständnis
„Vivere In“ setzt sich für einen authentischen Humanismus ein, der sich am Leben Jesus Christus orientiert. Sie verstehen den Menschen als Ebenbild Gottes und die menschliche Gemeinschaft als Leib Christi. Die Bewegung erwartet von ihren Mitgliedern ein apostolisches Engagement und die Bezeugung der Wahrheit des Evangeliums. Ihre Arbeitsfelder liegen in der Familie, der Schule, Politik und Gesellschaft.

## Organisation und Ausweitung
Die einzelnen Gruppen gliedern sich in die kirchlichen Strukturen ein, die Mitgliedschaft besteht aus „Freunden“, „Sympathisanten“ und „Mitgliedern“. Je zur Zugehörigkeit verpflichten sich die Gruppenmitglieder zu unterschiedlichen Ausbildungsstufen, Versprechen und Arbeitsbereichen. Treffpunkte der Gruppen sind die  sogenannten „Cenacoli“, die Abendmahlssäle.
Zur Bewegung gehört das Säkularinstitut „Jesus Victima“ und die „Priestergemeinschaft unseres Herrn Jesus Christus“, darüber hinaus unterhält sie geistliche Zentren, Erholungsheime in Italien, ein Ausbildungszentrum in San José di Costa Rica und ein Jugendzentrum in Panama-Stadt. Ihr gehören etwa 15.000 eingeschriebene Mitglieder an, die sich weltweit auf 16 Ländern in Afrika, Europa, Nordamerika und Südamerika verteilen.